# Пиземское
Пи́земское (Писмаярви) — пресноводное озеро на территории Амбарнского сельского поселения Лоухского района Республики Карелии.

## Общие сведения
Площадь озера — 11,9 км², площадь водосборного бассейна — 351 км². Располагается на высоте 67,4 метров над уровнем моря.
Форма озера лопастная, продолговатая: оно более чем на десять километров вытянуто с северо-востока на юго-запад. Берега изрезанные, каменисто-песчаные, преимущественно возвышенные.
Через озеро течёт река Гридина, впадающая в Белое море.
С северо-востока в Пиземское впадает безымянный ручей, текущий из озера Рыбного.
В озере более трёх десятков безымянных островов различной площади, однако их количество может варьироваться в зависимости от уровня воды.
К северо-западу от Пиземского проходит лесовозная дорога.
Населённые пункты вблизи водоёма отсутствуют.
Код объекта в государственном водном реестре — 02020000711102000002842.